# 우푸탕역
우푸탕역(五福堂站)은 중국 베이징시 다싱구 주궁 지구 우푸탕촌 104번 국도와 광더 대가(广德大街) 교차로에 위치한 베이징 지하철 8호선의 지하철역이다. 이 역의 주요 구조시공은 2015년 11월 완료되었고,2018년 12월 30일 8호선 3단계 남부구간, 4단계(3단계 남부구간 연장선)이 개통되면서 사용되었다.

## 위치
우푸탕역은 남5환로내, 다싱구 주궁전(旧宫镇) 우푸탕촌(五福堂村)에 위치하고 있으며, 난다훙먼로(南大红门路, 104·105번 국도; 서북-동남방향)와 우푸탕 1번로(五福堂一号路, 동서방향)의 교차로에서 난다훙먼로를 따라 배치되어 있다.
우푸탕역은 원래 8호선 3단계의 남쪽 종착역이 될 예정이었다. 이후 건설 방안을 조정해 잉하이역까지 2역을 연장하고 차량기지를 남부 연장구간(이후 8호선 4단계)으로 변경했다. 연장후 8호선 남단은 5환로 외부로 연장되어 시민들이 5환로내의 운행 차량번호 제한시 지하철로 갈 수 있게 해놓았다.

## 위치 및 구조
우푸탕역은 지하역으로 이중 3단 구조에, 섬식 승강장으로 설계되어 있다. 역사 구조는 길이 269.5m, 폭 20.9~24.7m다. 승강장 남단에 분기선이 하나 설치되어 있다.
| 지면층          | 가도                            | A-D출구                            |
| 지하 1층        | 대합실                          | 고객 센터, 자동매표기, 개집표기    |
| 지하 2층 승강장 | ←                               | ■ 8호선 주스커우 방면 (훠젠완위안) |
| 지하 2층 승강장 | 섬식 승강장, 왼쪽 출입문이 열림 |                                    |
| 지하 2층 승강장 | →                               | ■ 8호선 잉하이 방면 (더마오)       |

## 출구
|                         |                        |  |  |
| 출구                    | 출구 인근              |  |  |
| 出口 · A                | 난다훙먼로(南大红门路) |  |  |
| 出口 · C                | 난다훙먼로(南大红门路) |  |  |
| 出口 · D                | 난다훙먼로(南大红门路) |  |  |
| 아이콘 설명: 엘리베이터 |                        |  |  |